# Jean Claessens
Jean Claessens (Brüsszel, 1908. június 18. – 1978.), belga válogatott labdarúgó.
A belga válogatott tagjaként részt vett az 1934-es világbajnokságon.

## Sikerei, díjai
Union Saint-Gilloise
- Belga bajnok (3): 1932–33, 1933–34, 1934–35

## Külső hivatkozások
- Jean Claessens – a FIFA adatbázisában